# Christine Dranzoa
Christine Dranzoa (née le 1er janvier 1967 et morte le 28 juin 2022) est une professeure d'université, administratrice d'université, biologiste et écologiste ougandaise, vice-chancelière de l'université de Muni, l'une des six universités publiques en Ouganda.

## Jeunesse et éducation
Elle est née en 1967, dans ce qui était connu comme le district de Moyo à l'époque. Aujourd'hui, son quartier est connu comme le district d'Adjumani. Christine Dranzoa obtient le diplôme de BSc en zoologie en 1987, à l'université Makerere, la plus ancienne université en Afrique de l'Est. Elle est également titulaire du diplôme MSc en zoologie, obtenu en 1991, également de l'université de Makerere. Son doctorat en biologie a été obtenu à la même université en 1997. Elle est également titulaire d'une demi-douzaine de certificats en gestion, biologie de la conservation et planification de projet en Ouganda et auprès d'institutions Internationales.

## Activités
En 1992, Christine Dranzoa rejoint l'université Makerere en tant que maître de conférences à la Faculté de médecine vétérinaire. Elle a servi comme chef de la section « Vie sauvage » dans le département d'Anatomie vétérinaire, de 1992 à 1996. De 1997 jusqu'en 2005, elle est à la tête du Département faune sauvage et gestion des ressources animales, à la Faculté de médecine vétérinaire, un département qu'elle avait co-fondé avec ses collègues.
En 2005, elle rejoint l'administration de l'université de Makerere, où elle a été nommée directrice adjointe de l' École des études supérieures à l'université, fonction qu'elle a exercée de 2005 à 2010. En 2010, Christine Dranzoa a été nommée à la tête d'un groupe de travail pour préparer la création de l'université de Muni (en), la sixième université publique en Ouganda. En janvier 2012, lorsque l'université est devenue opérationnelle, Christine Dranzoa est devenue la vice-chancelière fondatrice de l'institution.

## Autres responsabilités
Christine Dranzoa est secrétaire honoraire du Forum for African Women Educationalists (FAWE), une ONG pan-africaine, fondée en 1992, qui est active dans 32 pays africains. Le FAWE vise à autonomiser les filles et les femmes à travers une éducation tenant compte des genres. Ses membres sont des militants des droits humains, des spécialistes du genre, des chercheurs, des responsables des politiques d'éducation, des vice-recteurs d'université et des ministres de l'Éducation. L'organisation a son siège à Nairobi, au Kenya et possède des bureaux régionaux à Dakar au Sénégal.
En 2006, elle co-fonde la Nile Women Initiative, ONG à but non lucratif, qui vise à combler les disparités entre les sexes affectant les femmes dans la Sous-région de Nil-Occidental de l'Ouganda. Elle est présidente de cette ONG.
Christine Dranzoa a publié de nombreux articles dans des revues professionnelles et a écrit des chapitres de livres scientifiques relatifs à ses domaines de spécialisation. Ses publications sont détaillées dans son curriculum vitae,.